# أليكسندر كوستوف
أليكسندر كوستوف (بالبلغارية: Александър Костов)‏ مواليد 02 مارس 1938 في صوفيا - الوفاة 15 أبريل 2019 في صوفيا، كان لاعب كرة قدم بلغاري كان يلعب في مركز الهجوم. سبق له أن لعب في كأس العالم لكرة القدم مع منتخب بلاده في مونديال عام 1962 و1966. لعب خلال مسيرته 301 مباريات سجل خلالها 78 هدفاً.

## المسيرة الاحترافية

### أندية لعب لها
- ليفسكي صوفيا
- نادي بوتيف بلوفديف

## وصلات خارجية
- أليكسندر كوستوف على موقع الاتحاد الدولي (مؤرشف)  (الإنجليزية)
- أليكسندر كوستوف على موقع قاعدة بيانات كرة القدم.إي يو (الإنجليزية)
- أليكسندر كوستوف على موقع ناشيونال فوتبول تيمز (الإنجليزية)
- أليكسندر كوستوف على موقع عالم كرة القدم.نت (الإنجليزية)

- Profile at levskisofia.info